# Уфарте, Хосе Армандо
Хосе́ Арма́ндо Уфа́рте (исп. José Armando Ufarte Ventoso, род. 17 мая 1941, Понтеведра) — испанский футболист, выступавший на позиции правого атакующего полузащитника и нападающего, а также тренер. В Бразилии более известен под прозвищем «Испанец» (порт. Espanhol).

## Биография
Хосе Армандо Уфарте начал играть в футбол в молодёжной команде родного города, а в возрасте 13 лет он вместе с семьёй переехал в Бразилию, где продолжил заниматься футболом уже в школе «Фламенго». К основному составу клуба из Рио-де-Жанейро Уфарте стал привлекаться в 1958 году, а в 1961 стал регулярно играть за «Фла» в главных на тот момент внутренних турнирах. В том же году он выиграл свой первый трофей — Турнир Рио-Сан-Паулу, после чего перешёл в «Коринтианс». В команде из Сан-Паулу испанец провёл год, а затем вернулся в Рио.
1963 год стал самым успешным в бразильском этапе карьеры Уфарте — он провёл за «красно-чёрных» 54 матча за сезон и отметился девятью забитыми голами. В этом году он стал победителем Лиги Кариоки. В 1964 году «Фламенго» выиграл международный турнир в Валенсии, «Апельсиновый кубок». Уфарте привлёк к себе внимание мадридского «Атлетико», предложившего контракт нападающему. Таким образом в 23-летнем возрасте «Испанец» дебютировал в чемпионате родной страны.
Уфарте выступал за Атлетико на протяжении десятилетия, практически всегда являясь твёрдым игроком основы. Вместе с «матрасниками» он трижды становился чемпионом Испании, два раза завоёвывал Кубок страны (на тот момент он назывался Кубок генералиссимуса), а в 1974 году вышел со своей командой в финал Кубка европейских чемпионов, где «Атлетико» лишь в переигровке уступил мюнхенской «Баварии».
Всего за «Атлетико» Хосе Армандо Уфарте сыграл в 323 официальных матчах и забил 36 голов. После товарищеского матча с «Палмейрасом», сыгранного 4 сентября 1974 года, Уфарте покинул Атлетико и провёл ещё пару сезонов в сантандерском «Расинге», после чего завершил карьеру футболиста.
Уфарте долгое время работал тренером молодёжных составов «Атлетико», в 1988 году возглавлял основной остав этой команды. Также в 1980—1990-е годы тренировал «Расинг» и «Мериду». С 1997 по 2004 год тренировал различные юношеские сборные Испании — его подопечными, в частности, были будущие чемпионы мира Икер Касильяс и Хави. В 2003 году возглавляемая Уфарте молодёжная сборная стала вице-чемпионом мира. С 2004 по 2008 год Уфарте работал в тренерском штабе Луиса Арагонеса (они вместе играли в «Атлетико» все 10 лет — с 1964 по 1974 годы) в основной сборной Испании, ставшей в 2008 году чемпионом Европы.

## Титулы
В качестве игрока
- Чемпион штата Рио-де-Жанейро (1): 1963
- Победитель Турнира Рио-Сан-Паулу (1): 1961
- Чемпион Испании (3): 1965/66, 1969/70, 1972/73
- Вице-чемпион Испании (2): 1964/65, 1973/74
- Обладатель Кубка генералиссимуса (2): 1964/65, 1971/72
- Обладатель Апельсинового кубка[исп.] (1): 1964

В качестве тренера
- Вице-чемпион мира среди молодёжных сборных (1): 2003
- Чемпион Европы (1): 2008 (в качестве помощника главного тренера)